# هيرة (المخادر)

تعديل مصدري - تعديل

هيرة هي إحدى قرى عزلة الصفي بمديرية المخادر التابعة لمحافظة إب، بلغ تعداد سكانها 142 نسمة حسب تعداد اليمن لعام 2004.